# 田形竹尾
田形 竹尾（たがた たけお、1916年〈大正5年）- 2008年〈平成20年〉3月10日）は、日本陸軍航空隊の戦闘機操縦者（パイロット）。「日本革命菊旗同志会」幹部。晩年に日本文化チャンネル桜設立発起人、設立後顧問。「誇りある日本をつくる会」初代会長。

## 経歴

### 入営から終戦まで
- 1934年（昭和9年）　飛行第四連隊第三中隊に現役志願兵として入隊
- 1936年（昭和11年）　熊谷陸軍飛行学校に第60期操縦下士官学生として入校
- 1937年（昭和12年）　明野陸軍飛行学校に第二回召集下士官学生として入校
  - 同校卒業
  - 太刀洗飛行第四連隊第三中隊に帰隊
  - 飛行第八大隊第二中隊に編入
  - 北支航空撃滅戦に参加
- 1938年（昭和13年）　中支航空撃滅戦に参加
- 1939年（昭和14年）　大日本青年航空団（大学生中学生）監督官補佐（兼務）
- 1942年（昭和17年）　操縦下士官20名の輸送指揮官を命ぜられ宇品港出港
  - 飛行第77戦隊に転属
  - ビルマ航空撃滅戦に参加
  - 飛行第77戦隊部隊感謝状を授与される
- 1943年（昭和18年）　台湾臨時防空作戦兼航空要員教育
- 1945年（昭和20年）　飛行第20戦隊に転属
  - 第11練成飛行隊に転属
  - 特攻要員
  - 戦争終結
  - 予備役編入

### 終戦後の活動
飛行教官として特攻要員を育成、多くの未来ある若者を死地に送り出した経験から、戦後は一貫して特攻戦死者に対する正しい理解を広めるため活動した。
特攻隊員たちの遺した「あとを頼みます、日本を良い国にして下さい」という言葉に従い、「誇りある日本をつくる会」を設立、また歴史小説の第一人者である山岡荘八の指導を受け、特攻にまつわる著作を刊行した。その際、自身も多くの特攻を見送った経験のある山岡から「特攻は崇高すぎて、私には書けない、君が一生かかっても書くべきだ」と言われた。
これまでの活動の集大成として特攻映画の制作を渡辺邦男（菊旗同志会主宰）と構想していたが、渡辺が1981年に死去したため一旦は挫折した。渡辺の死去から20数年後、水島総（後に日本文化チャンネル桜社長）の知遇を得たことにより構想は引き継がれた（著書『飛燕対グラマン』あとがきより）。
1956年の第4回参議院議員通常選挙に全国区から日本革命菊旗同志会で立候補したが落選した。
また、自衛隊の親睦団体「草の実会」を組織し、安倍源基を中心とする新日本協議会に参加もしたが、1960年に同会を脱退し、横田重左衛門（日本医科歯科大学教授）、大屋源幸（東南アジア研究所長）、日下藤吾、田中新一らとともに「全日本国民連盟」を結成した。

### 操縦した陸軍飛行機
練習機
- 九五式三型練習機
- 九五式一型練習機

戦闘機
- 九二式戦闘機
- 九五式戦闘機
- 九七式戦闘機
- 一式戦闘機
- 二式単座戦闘機
- 二式複座戦闘機
- 三式戦闘機
- 四式戦闘機

爆撃機
- 九七式重爆撃機
- 九七式軽爆撃機
- 九九式双発軽爆撃機
- 百式重爆撃機

偵察機
- 九七式司令部偵察機
- 九八式直協機
- 九九式軍偵察機
- 百式司令部偵察機

輸送機
- 九七式輸送機
- 一〇〇式輸送機

### 戦闘を交えた敵飛行機
戦闘機
- イ‐15
- ホーカー ハリケーン
- バッファロー
- スーパーマリン スピットファイア
- グラマンF4F
- グラマンF6F
- P-38
- P-40

爆撃機
- SB-2
- コンソリデーテッドB-24
- ブリストル ブレニム（当時はBlenheim をドイツ語読みして「ブレンハイム」と呼ばれていた）
- ビッカース ウェリントン

## エピソード
- 昭和8年(1933年）6月1日、17歳で現役志願申請により徴兵検査甲種合格、平壌の飛行第6連隊に入隊命令が出たが、「寒いところは苦手」という理由で拒否、「志願ですから、自分の希望をお願いしたい」という屁理屈がなぜか通り、故郷に近い大刀洗の飛行第4連隊に変更してもらった[3]。
- 昭和9年(1934年）4月初旬、後にノモンハン事件でソビエト空軍の指揮を執るイワノフ少佐の当番兵になる。イワノフ少佐は当時日本の航空事情調査に派遣されていたソビエト連邦空軍客員飛行教官、ノモンハンでは少将、飛行団長として参戦[4]。
- 昭和19年 (1944年) 10月12日、台湾において集成防空第一隊に所属していた時、たまたま主脚の不調で中隊の出撃に随行できず基地で待機していたところ、第38任務部隊のグラマン36機が来襲。田形は初陣である僚機と共に三式戦闘機2機でをこれを迎撃。有利な体勢から何度か一撃離脱を加えた後乱戦、最終的には両機力尽きて撃墜されるも、無事不時着に二人とも軽傷で生還。20数分の戦闘で撃墜6、撃破5を報告した[5][6]。
- 菊旗同志会で三無事件の実行部隊リーダー篠田英悟（元海軍飛行隊）と知り合い、親友となった[2]。篠田は田形の全日本国民連盟に資金援助をし、田形は篠田に学生運動家を紹介し、篠田の日本学生改新会結成に協力した[2]。

## 著作
- 『永遠の飛燕』（本田書房、1967年）
- 『飛燕対グラマン 戦闘機操縦10年の記録』

（今日の話題社、1989年） ISBN 4-87565-308-5
（光人社NF文庫、2005年） ISBN 4-7698-2473-4
- 『日本への遺書 生き残り特攻隊員が綴る慟哭の書』（日新報道、1996年） ISBN 4-8174-0378-0